# Abbazia territoriale di New Norcia

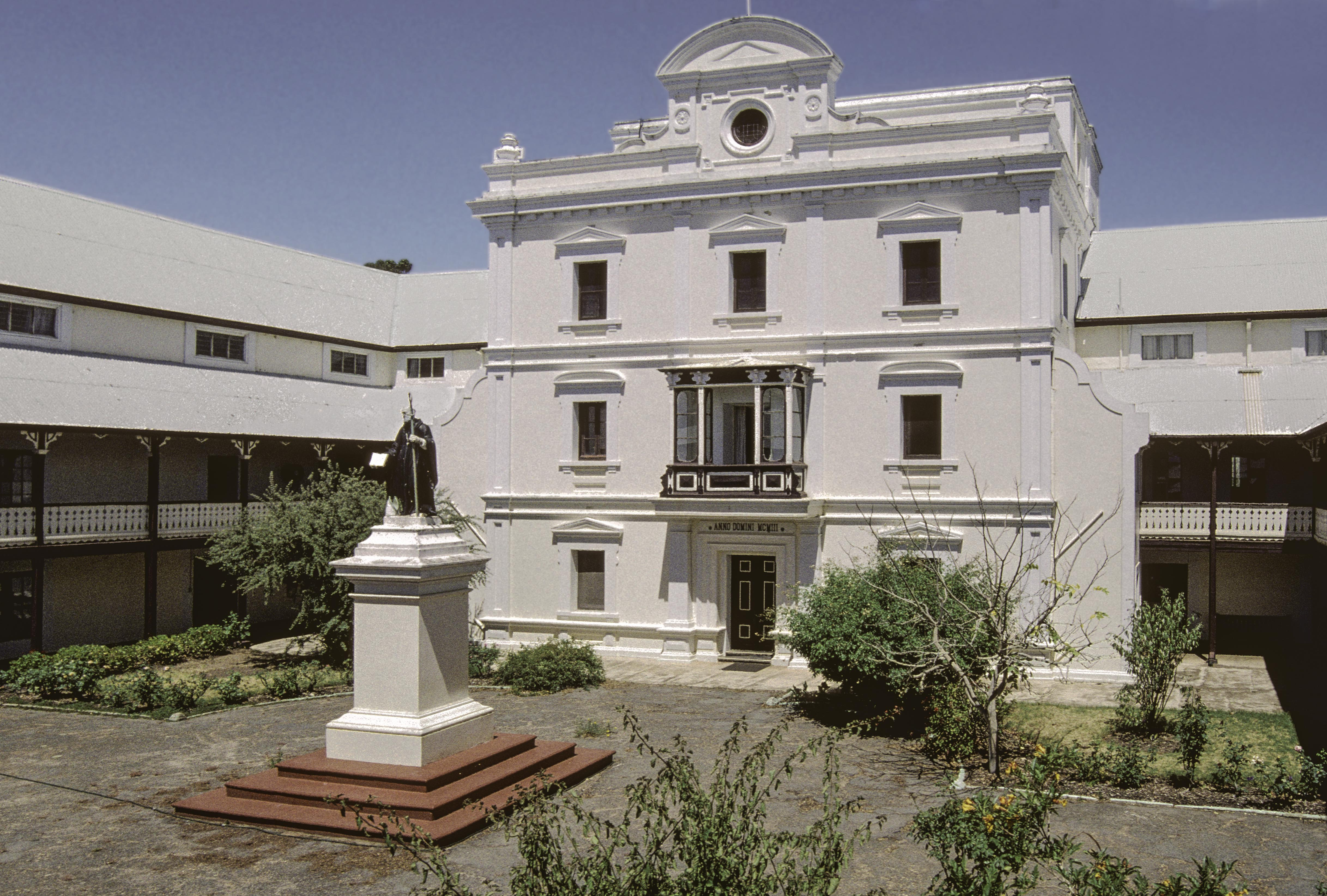
L'abbazia benedettina di New Norcia.

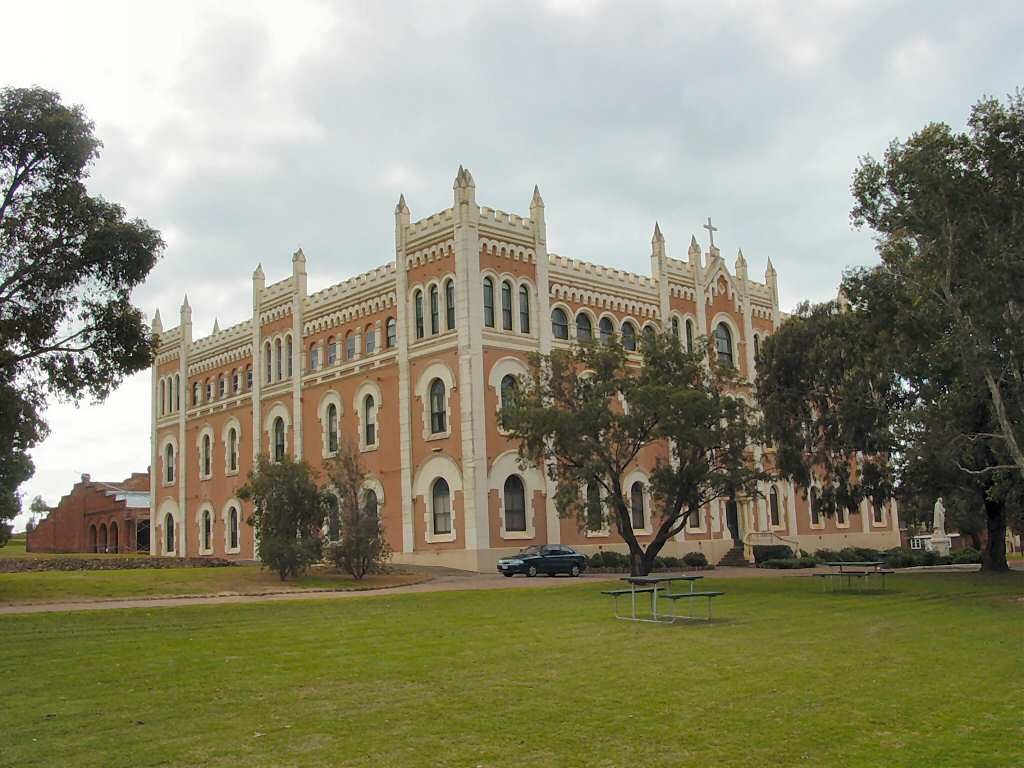
La scuola di Sant'Ildefonso, fondata nel 1913.

L'abbazia territoriale di New Norcia (in latino Abbatia Territorialis Novae Nursiae) è una sede soppressa della Chiesa cattolica in Australia.

## Territorio
L'abbazia territoriale comprendeva una porzione di territorio del Wheatbelt nello stato dell'Australia Occidentale, compreso fra l'arcidiocesi di Perth a sud e ad est, e la diocesi di Geraldton a nord.
Sede abbaziale era la città di New Norcia, dove fungeva da procattedrale la chiesa monastica.

## Storia
Il 1º marzo 1847 i benedettini spagnoli Rosendo Salvado e José Benito Serra fondarono l'abbazia di "Nuova Norcia" allo scopo di evangelizzare gli aborigeni dell'Australia Occidentale.
L'abbazia territoriale fu eretta da papa Pio IX il 12 marzo 1867 con il breve Relatum est di papa Pio IX, ricavandone il territorio dalla diocesi di Perth (oggi arcidiocesi).
Dal 1910 gli abati di New Norcia furono anche superiori della missione sui iuris di Drysdale River, fino alla sua soppressione ed incorporazione nella diocesi di Broome nel 1980.
Il 21 ottobre 1959 papa Giovanni XXIII dichiarò la Madonna del Buon Consiglio e san Benedetto da Norcia patroni dell'abbazia territoriale.
Il 19 febbraio 1960 cedette la parrocchia di Southern Cross all'arcidiocesi di Perth.
Il 21 settembre 1971, in forza del decreto Quo in Monasterio di Propaganda Fide, tutte le parrocchie dell'abbazia territoriale, ad eccezione di quella di New Norcia, furono cedute all'arcidiocesi di Perth.
Il 12 marzo 1982 l'abbazia perse il privilegio della territorialità ed anche la parrocchia di New Norcia fu aggregata al territorio dell'arcidiocesi di Perth.

## Cronotassi degli abati
- Rosendo Salvado, O.S.B. † (12 marzo 1867 - 29 dicembre 1900 deceduto)
- Fulgentius Antonio Torres, O.S.B. † (2 ottobre 1902 - 5 ottobre 1914 deceduto)
- Anselmo Catalán, O.S.B. † (12 ottobre 1914 - 1951 dimesso)
- Gregory Gomez, O.S.B. † (7 luglio 1951 - 18 dicembre 1973 dimesso)
- Bernard Rooney, O.S.B. (31 marzo 1974 - 15 giugno 1980 dimesso)
  - Justin Bruce, O.S.B. † (? - 12 marzo 1982 cessato) (amministratore apostolico)

## Statistiche
L'abbazia territoriale nel 1980 su una popolazione di 2.020 persone contava 400 battezzati, corrispondenti al 19,8% del totale.
| anno | popolazione | popolazione | popolazione | presbiteri | presbiteri | presbiteri | presbiteri                | diaconi | religiosi | religiosi | parrocchie |
| anno | battezzati  | totale      | %           | numero     | secolari   | regolari   | battezzati per presbitero | diaconi | uomini    | donne     | parrocchie |
| ---- | ----------- | ----------- | ----------- | ---------- | ---------- | ---------- | ------------------------- | ------- | --------- | --------- | ---------- |
| 1950 | 2.590       | 15.500      | 16,7        | 29         | 3          | 26         | 89                        |         | 61        | 45        | 8          |
| 1966 | 3.171       | 16.000      | 19,8        | 30         | 8          | 22         | 105                       |         | 47        | 40        | 8          |
| 1970 | 3.720       | 16.950      | 21,9        | 25         | 5          | 20         | 148                       |         | 41        | 33        | 9          |
| 1980 | 400         | 2.020       | 19,8        | 10         |            | 10         | 40                        |         | 22        |           | 1          |